# Tintinnabulum

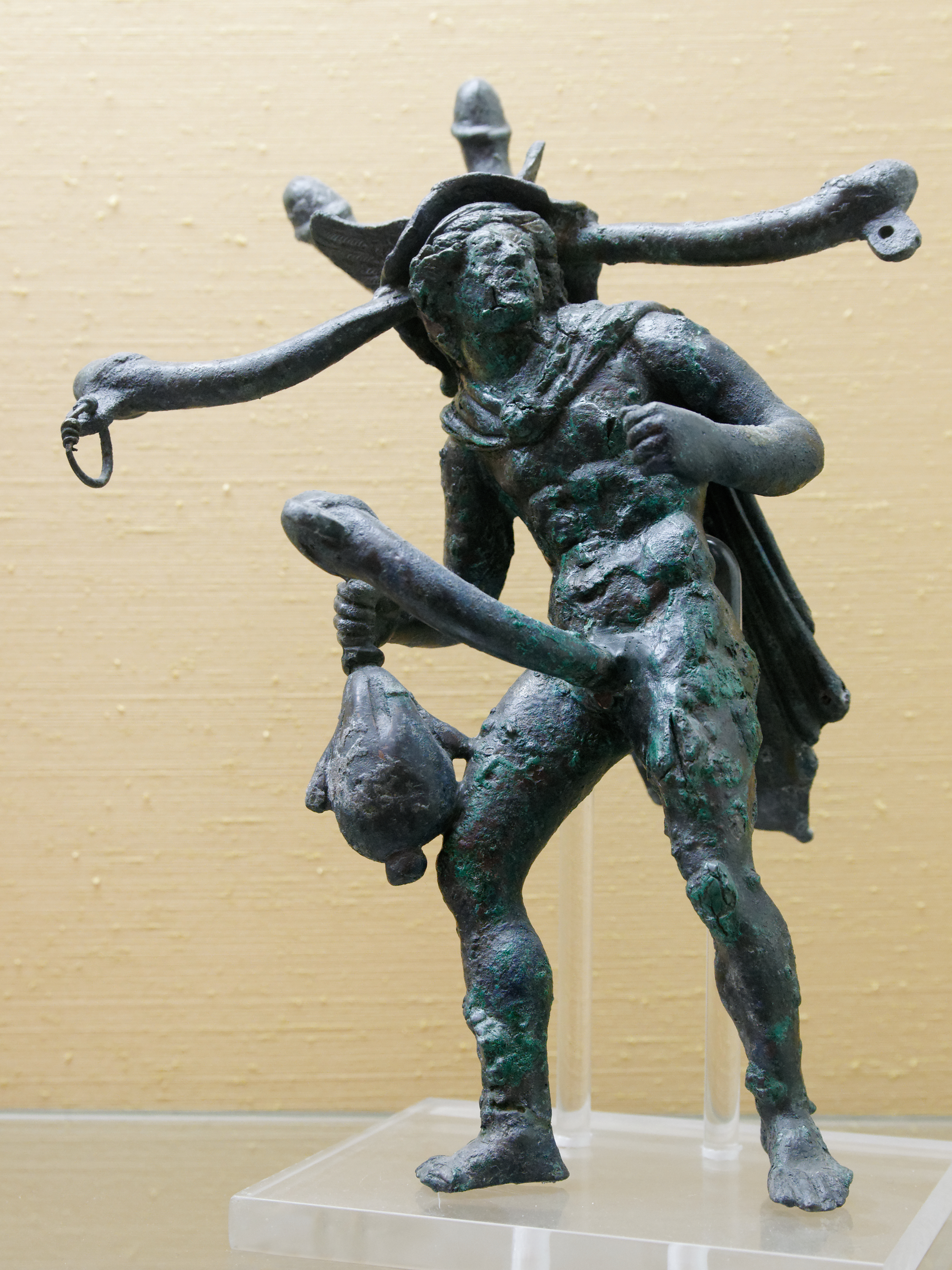
Un tintinnabulum polifallico di bronzo rappresentante Mercurio trovato a Pompei. Le campane mancanti erano attaccate alla punta dei peni laterali

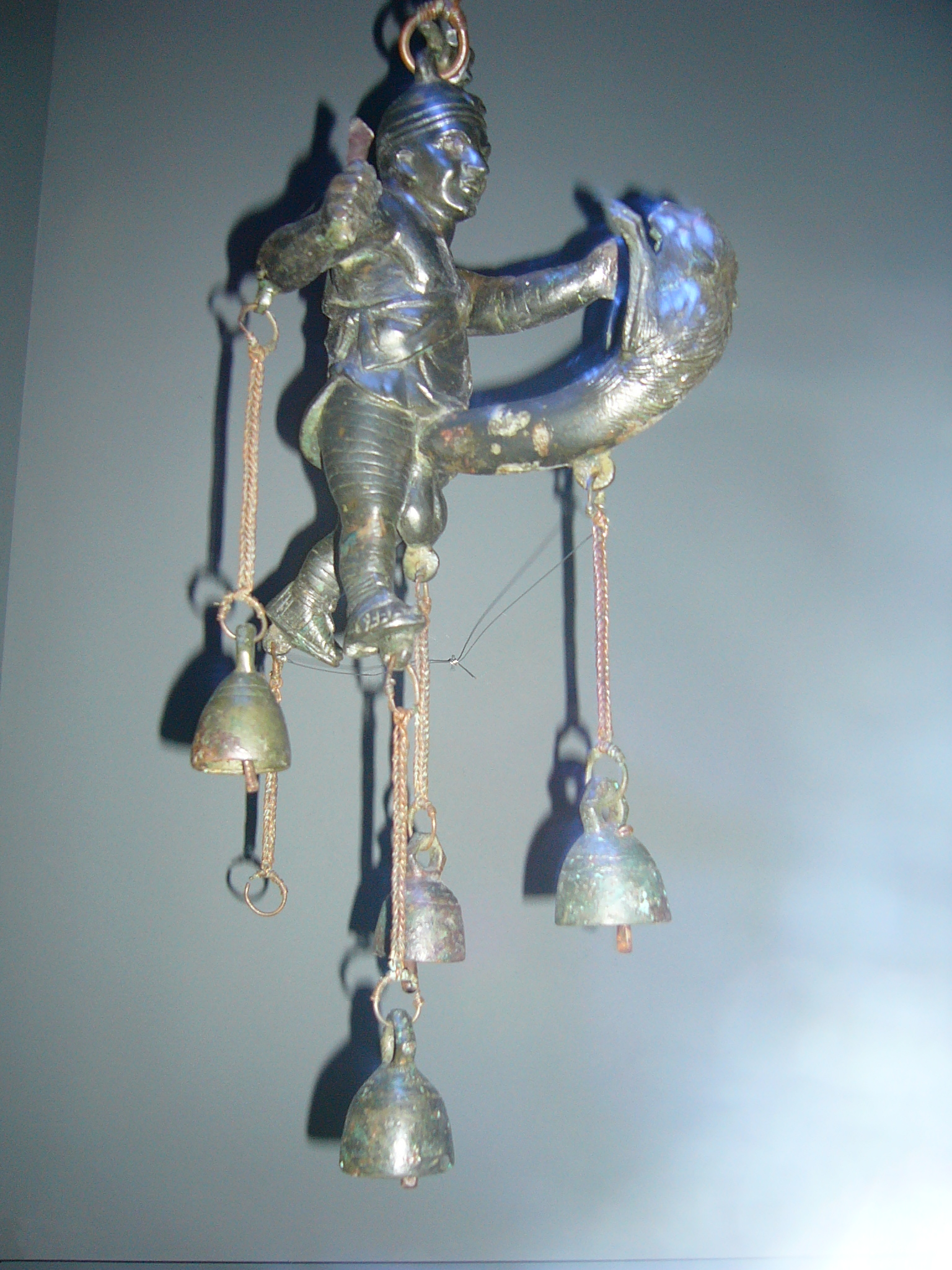
Tintinnabulum rappresentante un uomo che lotta col proprio fallo, il quale ha la forma di una belva

Nell'antica Roma il tintinnabulum (nel VI secolo d. C. divenuto tintinnum) era un sonaglio azionato dal vento e composto da più campanelle legate ad un'unica struttura. Spesso il tintinnabulum era raffigurato fallicamente come un fascinus, una figura magico-religiosa che aveva il compito di allontanare il malocchio e portare fortuna e prosperità. Spesso il fascinus era dotato di gambe animalesche che ne aumentavano l'efficacia.

## Contesto
I tintinnabula erano appesi sull'uscio delle abitazioni e davanti ai negozii assieme ad una lampada. Si pensa che sia la figura fallica che il suono provocato dal vento fossero considerati come elementi apotropaici.
Nel mondo etrusco i tintinnabula erano molto decorati. Nel Museo civico archeologico di Bologna v'è un esemplare su cui sono rappresentate donne che filano, tessono e cardano la lana. Al bestiame venivano fatte indossare delle campanelle sia per poter rintracciare gli animali che, probabilmente, per motivi apotropaici.